# El Cafè (la Torre de Fontaubella)
El Cafè és una obra amb elements barrocs de la Torre de Fontaubella (Priorat) inclosa a l'Inventari del Patrimoni Arquitectònic de Catalunya.

## Descripció
Edifici de planta rectangular, bastit de maçoneria arrebossada i pintada i cobert per teulada a dues vessants, de planta baixa, pis i golfes. A la façana s'obren dues portes, dos balcons al primer pis i dues finestres a les golfes. Cal destacar una porta dovellada, amb ornamentació a la clau i la data de 1785.

## Història
L'edifici es bastí sobre un de preexistent a les darreries del segle xviii, quan la població experimentà un important increment demogràfic. Cap als anys 1914-1915 l'edifici fou adquirit per una societat de vilatans per a instal·lar-hi el local social o cafè, el qual continua ocupant avui la primera planta de l'edifici.